# Osiedle Bzianka
Osiedle Bzianka – osiedle nr XXX miasta Rzeszowa, utworzone na mocy uchwały Rady Miasta z dnia 31 stycznia 2017, w związku z przyłączeniem do miasta dotychczasowej wsi Bzianka z dniem 1 stycznia 2017. Według stanu na dzień 10 maja 2019 r. osiedle zamieszkiwało 635 osób. Według stanu na 31 października 2019 r. osiedle liczyło 637 mieszkańców.